# Tom Wesselmann
Tom Wasselmann (ur. 23 lutego 1931 w Cincinnati, zm. 17 grudnia 2004 w Nowym Jorku) – amerykański malarz nurtu pop-art. Znany z wielkoformatowych obrazów, łączących elementy sztuki i reklamy. 

## Życiorys
Urodził się w Cincinnati w amerykańskim Ohio. W 1952 r. został powołany do służby wojskowej po rozpoczęciu wojny koreańskiej. Podczas służby zajmował się fotografią lotniczą i rysował karykatury na bazie swoich doświadczeń. Ukończył licencjat z psychologii na Uniwersytecie w Cincinnati, która nie była jednak jego pasją. Jesienią 1956 r. przeprowadził się do Nowego Jorku, uzyskał dyplom Cooper Union School of Art. Mieszkał w Brooklynie, utrzymywał się z tworzenia komiksów dla Saturday Evening Post, innych magazynów i agencji reklamowych. Planował zostać rysownikiem, jednak zainspirowany twórczością Willema de Kooninga zmienił swoje plany. 
Początkowe prace Wesselmanna były niewielkie, z czasem i wzrostem pewności siebie zaczęły rosnąć do dużych formatów, niektóre prace miały nawet rozmiary billboardu. W tematyce Wesselmanna często powraca postać kobiety (często w charakterze erotycznym), umieszczana w przestrzeni naznaczonej przedmiotami społeczeństwa konsumpcyjnego. Artysta sięgał również po martwą naturę, posługując się przy tym kolażami z czasopism, uzyskując przez to efekt trójwymiaru.
	Swoją pierwszą wystawę Wesselmann zorganizował w nowojorskiej Tanager Gallery w 1961 roku, gdzie zaprezentował serię Great American Nudes, tematykę tę kontynuował jeszcze w późniejszych swoich dziełach. Lata 60 XX. to okres wzrostu rozpoznawalności sztuki Wesselmanna i ugruntowanie jego pozycji w świecie sztuki pop-artu.  
	W latach 80. Wesselmann stworzył monografię o swojej pracy, podpisana pseudonimem Slim Stralingworth. Pod koniec życia eksperymentował z obrazami w nurcie ekspresjonizmu abstrakcyjnego, tworzył także rzeźby i płaskorzeźby z metalu, drewna i innych surowców. 
	Jego dzieła znajdują się w zasobach m.in. w nowojorskim Museum of Modern Art, Whitney Museum, Hirshhorn Museum w Warszyngtonie i Philadelphia Museum of Art.  

## Życie prywatne
W 1963 roku artysta ożenił się z Claire Selley. Z małżeństwa przyszło na świat troje dzieci. 
Zmarł w wieku 73 lat wskutek powikłań po operacji serca.